# Lập xuân
Tiết Lập xuân (tiếng Hán: 立春; bính âm: ‘‘lìchūn’’) là một khái niệm trong công tác lập lịch của các nước phương Đông chịu ảnh hưởng của nền văn hóa Trung Hoa cổ đại. Nó là một trong số hai mươi tư tiết khí của các lịch Trung Quốc, Việt Nam, Nhật Bản, Triều Tiên.
Vì lịch của người Trung Quốc, cũng như Việt Nam cổ đại, bị nhiều người lầm tưởng là âm lịch thuần túy nên rất nhiều người cho rằng nó được tính theo chu kỳ của Mặt Trăng quay xung quanh Trái Đất. Trên thực tế lịch Trung Quốc cổ đại là một loại âm dương lịch nên nếu giải thích theo thuật ngữ của lịch hiện đại ngày nay (lịch Gregory) thì nó được tính theo vị trí của Trái Đất trong chu kỳ chuyển động trên quỹ đạo của mình xung quanh Mặt Trời. Nếu tính điểm xuân phân là gốc (kinh độ Mặt Trời bằng 0°) thì vị trí của điểm lập xuân là kinh độ Mặt Trời bằng 315°. Do vậy ngày bắt đầu tiết Lập xuân được tính theo dương lịch hiện đại và nó thông thường rơi vào ngày 4 hoặc 5 tháng 2 dương lịch (Bắc bán cầu) và 7 hoặc 8 tháng 8 (Nam bán cầu) tùy theo từng năm.
Theo quy ước, tiết lập xuân là khoảng thời gian bắt đầu từ khoảng ngày 4 hay 5 tháng 2 khi kết thúc tiết đại hàn và kết thúc vào khoảng ngày 18 hay 19 tháng 2 trong lịch Gregory theo các múi giờ Đông Á khi tiết vũ thủy bắt đầu.
Ngày lập xuân được coi là ngày bắt đầu mùa xuân ở Việt Nam, Trung Quốc và một số nước khác gần khu vực xích đạo ở Bắc Bán cầu Trái Đất. Đối với các nước ở cao hơn về phía bắc thì ngày bắt đầu của mùa xuân là ngày diễn ra điểm xuân phân tính theo lịch Gregory. Thời điểm này ở Nam bán cầu Trái Đất là đầu mùa thu.
Xét về mặt thời tiết, khí hậu thì từ thời điểm này trở đi ở miền bắc Việt Nam-tính từ đèo Hải Vân trở ra, do ảnh hưởng giao thời của hai luồng gió giao mùa là gió đông-bắc và gió đông-nam, bắt đầu có mưa nhỏ kéo dài còn gọi là mưa phùn làm độ ẩm của không khí và đất lên cao gây ra hiện tượng nồm (hiện tượng làm hơi nước ngưng tụ lại trên bề mặt các đồ vật tiếp giáp gần với mặt đất cũng như nhà cửa). Trong nông nghiệp thì hiện tượng này mang lại một số lợi ích do cây trồng bắt đầu có đủ lượng nước cần thiết để phát triển. Tuy nhiên trong đời sống hàng ngày thì thời tiết như vậy gây ra nhiều khó khăn như các loại bệnh tật đối với người và gia cầm, gia súc cũng như cây trồng, do các loại vi khuẩn có điều kiện thuận lợi để phát triển do độ ẩm cao và nhiệt độ môi trường thích hợp.

## Từ nguyên
Chữ Hán: 立春; lập (立) ngoài nghĩa là "đứng" còn mang nghĩa là "bắt đầu" như thành lập, tạo lập.